# Coupe de France de football 1937-1938
Navigation
Coupe de France 1936-1937 Coupe de France 1938-1939
La Coupe de France 1937-1938 est la 21e édition de la Coupe de France, et a vu la victoire finale de l'Olympique de Marseille.

## Quatrième tour
| Équipe 1             | Score | Équipe 2        | Lieu                    |
| Nîmes Olympique (D2) | 6-0   | Stade pessacais | Stade Jean-Bouin, Nîmes |

## Cinquième tour
Selon L'Auto du 29 novembre 1937, le cinquième tour se déroule par zone géographique. Par ailleurs, il titre que toutes les équipes professionnelles se sont maintenues pour les 32es de finale.
| Equipe 1      | Score | Equipe 2        | Lieu |
| ------------- | ----- | --------------- | ---- |
| AS Strasbourg | 1-3   | USB Longwy (D2) |      |
| CA Mulhouse   | 1-0   | US Belfontaine  |      |

| Equipe 1          | Score | Equipe 2      | Lieu |
| ----------------- | ----- | ------------- | ---- |
| Stade Clermontois | 4-0   | FC Vénissieux |      |

| Equipe 1         | Score | Equipe 2    | Lieu |
| ---------------- | ----- | ----------- | ---- |
| AS Valentigney   | 4-1   | Chambéry FC |      |
| RC Franc-Comtois | 1-0   | CS Roannais |      |

| Equipe 1      | Score | Equipe 2       | Lieu |
| ------------- | ----- | -------------- | ---- |
| CA Paris (D2) | 2-0   | ASJ Châteaudun |      |

| Equipe 1            | Score | Equipe 2                | Lieu |
| ------------------- | ----- | ----------------------- | ---- |
| FC Nancy (D2)       | 5-2   | FC Colmar               |      |
| FCR Petite-Rosselle | 3-0   | AS Sainte-Barbe Oignies |      |
| E Sporting Hayange  | 3-2   | CO Billancourt          |      |
| UL Moyeuse-Grande   | 3-5   | FC Mulhouse             |      |
| CS Blenod           | 1-7   | FC Metz                 |      |

| Equipe 1              | Score | Equipe 2         | Lieu |
| --------------------- | ----- | ---------------- | ---- |
| US Annemasse          | 1-3   | OGC Nice (D2)    |      |
| AS Saint-Étienne (D2) | 1-0   | Stade Raphaélois |      |

| Equipe 1         | Score | Equipe 2            | Lieu |
| ---------------- | ----- | ------------------- | ---- |
| Toulouse FC (D2) | 9-0   | FC Bordeaux Bouscat |      |

| Equipe 1             | Score   | Equipe 2         | Lieu |
| -------------------- | ------- | ---------------- | ---- |
| US Auberchicourt     | 2-0     | US Deux-Vireux   |      |
| Stade Buthénois      | 5-1     | SO Merlebach     |      |
| Olympique Amandinois | 0-5     | RC Calais (D2)   |      |
| US Tourcoing (D2)    | 2-1     | CA Bourget       |      |
| US Royenne           | 3-4 ap. | FC Dieppe (D2)   |      |
| US Valenciennes (D1) | 7-0     | Stade Roubaisien |      |
| AS Hautmontoise (D2) | 5-0     | Stade de l'Est   |      |

| Équipe 1             | Score | Équipe 2   | Lieu             |
| Nîmes Olympique (D2) | 3-0   | UC Bagnols | Bagnols-sur-Cèze |

## Trente-deuxièmes de finale
Le tenant du titre éliminé dès son entrée en lice.
| Équipe 1                    | Score  | Équipe 2        | Lieu                    |
| CO Montpellier (D1)         | 4 - 0  | FC Sochaux (D1) |                         |
| Le Havre AC (D2)            | 3 - 0  | Stade Français  |                         |
| Olympique de Marseille (D1) | 4 - 2  | Girondin BFC    |                         |
| FC Metz (D1)                | 11 - 0 | CA Mulhouse     |                         |
| Nîmes Olympique (D2)        | 3-1    | RC Agde         | Stade Jean-Bouin, Nîmes |
| Auchel                      | 1 - 2  | RC Lens         |                         |

## Huitièmes de finale
Le match entre Le Havre et Nice a dû être rejoué sur le score de 1-1, après prolongations.
| Équipe 1                    | Résultat       | Équipe 2                  |
| --------------------------- | -------------- | ------------------------- |
| Olympique de Marseille (D1) | 2 - 0          | US Boulogne (D2)          |
| RC Paris (D1)               | 2 - 0          | FC Antibes (D1)           |
| FC Metz (D1)                | 2 - 1          | Excelsior (D1)            |
| SC Fives (D1)               | 3 - 1          | Stade béthunois (DH Nord) |
| Red Star (D1)               | 3 - 2          | FC Sète (D1)              |
| Olympique Lillois (D1)      | 1 - 0          | Toulouse FC (D2)          |
| AS Cannes (D1)              | 4 - 3 ap       | Charleville (D2)          |
| Le Havre AC (D2)            | 1 - 1 ap ? - ? | OGC Nice (D2)             |

## Quarts de finale
Le match entre le SC Fives et Lille a dû être joué 3 fois avant de pouvoir départager les deux équipes.
| Équipe 1                    | Résultat          | Équipe 2                |
| --------------------------- | ----------------- | ----------------------- |
| SC Fives (D1)               | 2 - 2 0 - 0 2 - 0 | Olympique lillois (D1)  |
| Le Havre AC (D2)            | 1 - 0             | Red Star Olympique (D1) |
| Olympique de Marseille (D1) | 6 - 2             | RC Paris (D1)           |
| FC Metz (D1)                | 3 - 0             | AS Cannes (D1)          |

## Demi-finales
La demi-finale entre l'OM et le Havre s'est tenue à Lyon et a dû être rejouée faute de pouvoir départager les deux équipes. La demi-finale opposant le FC Metz au SC Fives s'est tenue à Paris.
| Équipe 1                    | Résultat       | Équipe 2         |
| --------------------------- | -------------- | ---------------- |
| Olympique de Marseille (D1) | 0 - 0 ap 1 - 0 | Le Havre AC (D2) |
| FC Metz (D1)                | 1 - 0 ap       | SC Fives (D1)    |

## Finale
La finale s'est tenue au Parc des Princes à Paris, le 8 mai 1938, arbitré par Charles Munsch,  
L'Olympique de Marseille l'a emporté sur le score de 2 buts à 1 face au Football Club de Metz et ce après prolongation.
Il s'agit ici de la cinquième Coupe de France gagnée par l'OM.
| Clubs                  | Olympique de Marseille - Football Club de Metz |
| Score                  | 2-1 a.p. |
| Date                   | 8 mai 1938 |
| Stade                  | Parc des Princes, Paris 33 084 spectateurs |
| Arbitre                | Charles Munsch |
| Buts                   | Willy Kohut (49e), Emmanuel Aznar (118e) pour Marseille; Albert Rohrbacher (84e) pour Metz. |
| Olympique de Marseille | Jaguare de Besveconne Vasconcellos - Abdelkader Ben Bouali, Henri Conchy, Jean Bastien, Ferdinand Bruhin (cap.) - Joseph Gonzales, Émile Zermani, Franciszek Olejniczak, Mario Zatelli - Emmanuel Aznar, Willy Kohut. Entraîneur : József Eisenhoffer |
| Football Club de Metz  | Charles Kappé - Henri Nock, Charles Zehren, Nicolas Hibst (cap.), Charles Fosset, Marcel Marchal, Jean Lauer, Ignace Kowalczyk, Marcel Muller, Karl Hes, Albert Rohrbacher. Entraîneur : Ted Maghner                                                  |